# Rasel Abad
Rafael Abad Anselmo (Tomares, Sevilla, 23 de diciembre de 1981), más conocido como Rasel, es un cantante español, con varias influencias que incluyen rap, reggae y R&B. Su debut fue con "Publicidad engañosa" en 2007. Su mayor éxito comercial fue en el 2012 con su hit "Me pones tierno" y logrando ser el número 6 en la lista de los sencillos. Es considerado un artista importante del R&B corrientemente.

## Biografía
Rafael Abad Anselmo, más conocido como Rasel, es un artista sevillano que proviene de una familia de músicos. Es hermano de la también cantante Dama.
Después publicó su nueva producción de la mano de Warner Music Group: Let´s Dance (Vamos a Bailar, featuring Baby Noel), su primer sencillo que sale a la calle con la fuerza de un tornado y plagado de pura energía veraniega.
Además, Rasel ha participado como invitado en Menuda Noche, en El número uno y Tu cara me suena, ambas de Antena 3.
En 2015 Rasel participó en Supervivientes donde antes de comenzar el concurso abandonó. En 2021, se confirmó su participación en la novena edición de Tu cara me suena, en Antena 3.

## Discografía

### EP
| Álbum     | Detalles                                                                                                |
| --------- | --- |
| Magnético | - Lanzamiento: 19 de marzo de 2013 - Sellos discográficos: Warner Music - Formato: CD, descarga digital |

| Álbum               | Detalles |
| ------------------- | --- |
| Publicidad Engañosa | - Lanzamiento: 17 de junio de 2007 - Sellos discográficos: Expresión Urbana - Formato: CD, descarga digital |

### Colaboraciones
| Canción                                                                 | Año  | Posición | Certificaciones | Álbum |
| Canción                                                                 | Año  | ESP      | Certificaciones | Álbum |
| ----------------------------------------------------------------------- | ---- | -------- | --------------- | ----- |
| "Let's Dance, vamos a bailar" con Baby Noel)                            | 2011 | —        |                 |       |
| "Me pones tierno" (con Carlos Baute)                                    | 2012 | 6        | Platino         |       |
| "Viven" (con Javier Luis Delgado (Jadel)                                | 2013 | 26       | Oro             |       |
| "Estás to buena" (con Henry Mendez)                                     | 2014 | —        | Oro             |       |
| "Ven conmigo"                                                           | 2014 | —        |                 |       |
| "El príncipe"                                                           | 2015 | —        |                 |       |
| "Me Gusta"                                                              | 2015 | —        |                 |       |
| "Despacito"                                                             | 2015 | —        |                 |       |
| "Déjate amar" con Fito Blanco)                                          | 2016 | —        |                 |       |
| "La Consulta" (con Bebe y Xantos)                                       | 2017 | 122      | Oro             |       |
| "Jaleo" (con Danny Romero)                                              | 2018 | —        |                 |       |
| "Voy Subiendo" (con Brytiago)                                           | 2018 | —        |                 |       |
| "Candela" (con Nyno Vargas)                                             | 2019 | —        |                 |       |
| "Escandalo" (con Omar Montes)                                           | 2019 | —        |                 |       |
| "Gitana" (con Sergio Contreras y Demarco Flamenco)                      | 2020 | 124      | Platino         |       |
| "La Dueña" (con Sami Duque)                                             | 2020 | —        | Oro             |       |
| "La Cartita" (con Keen Levy)                                            | 2021 | 48       | 2x Platino      |       |
| "La Cartita Remix" (con Keen Levy, Daviles de Novelda y Mala Rodriguez) | 2021 | —        | Oro             |       |
| "La Carcel Del Amor" (con Shakira Martinez y Sergio Contreras)          | 2022 | —        |                 |       |
| "Aguita" (con Keen Levy y Demarco Flamenco)                             | 2022 | —        |                 |       |
| "Niño" (con Indara)                                                     | 2023 | —        |                 |       |
| "Vicio" (con Maki y María Artes)                                        | 2023 | —        |                 |       |
| "ALE" (con Lennis Rodriguez y Fabbio)                                   | 2023 | —        |                 |       |
| "A 200" (con Henry Méndez y Big Lois)                                   | 2024 | —        |                 |       |
| "Ronea" (con Joana Santos,Sergio Contreras y Sara de Las Chuches)       | 2024 | —        |                 |       |

## Televisión
- Menuda Noche (Canal Sur). Invitado.
- Todo el mundo es bueno (Telecinco). Invitado.
- El número uno (Antena 3). Invitado.
- Tu cara me suena (Antena 3). Invitado.
- Supervivientes 2015 (Telecinco). Concursante.
- Fenómeno Fan (Canal Sur). Invitado.
- Tu cara me suena (Antena 3). Concursante.
- Sálvame Mediafest (Telecinco). Concursante.
- Gran Hermano VIP (Telecinco). Concursante

## Radio
- Dial tal cual (Cadena Dial - marzo 2013). Invitado.